# Blechroneromia toulgoeti
Blechroneromia toulgoeti là một loài bướm đêm trong họ Geometridae.